# Screen Test
Screen Tests sind eine von dem US-amerikanischen Künstler Andy Warhol in den 1960er Jahren entwickelte und praktizierte Kunstform des Experimentalfilms.
In der Regel musste sich der Kandidat auf einen Stuhl vor eine Leinwand setzen und wurde mit unbewegter Kamera drei Minuten lang gefilmt. Das Zeitlimit entspricht dem vollständigen Durchlaufen einer 16-Millimeter-Filmrolle. Die Screen Tests sind immer Nahaufnahmen der Gesichter der porträtierten Personen. Teilweise ist sogar nur der Mund, ein Auge oder ein anderes Detail zu sehen. Gefilmt wurde hauptsächlich zwischen 1964 und 1966 in Warhols Factory. Alle Aufnahmen sind Stummfilme.
Die Wirkung auf die gefilmten Personen war äußerst unterschiedlich: Einige versuchten, „cool“ zu wirken und zeigten keinerlei Regung, andere hielten den psychischen Druck nicht aus und fingen an zu weinen oder gingen weg.
Man kann die „Tests“ als Parodie auf die Probeaufnahmen des Casting der kommerziellen Filmindustrie in Hollywood sehen, da ja meist schon bekannte, zumindest aber immer sehr selbstbewusste Persönlichkeiten einer Konfrontation mit der Kamera ausgesetzt wurden. Anders nämlich als in Hollywood dienten die Tests keineswegs der Wirkung äußerlicher Merkmale, die durch Ausleuchtung usw. erzielt werden konnte, sondern sie waren im Gegenteil eine von Warhol konzipierte „Ausleuchtung“ der inneren Persönlichkeit, die dem unerbittlichen Blick der Kamera standhalten musste.
Warhol verwendete einige der frühen Screen Tests auch in seinen Filmen 13 Most Beautiful Women (1964) und 13 Most Beautiful Boys (1965) sowie in 50 Fantasticks and 50 Personalities (1966). Zu unterscheiden von den Originalen sind die zusammen mit dem Drehbuchautor Ronald Tavel entstandenen Spielfilme Screen Test No. 1 und Screen Test No. 2 (beide 1965).
Entstanden ist mit den (insgesamt ca. 400 bis 500) Screen Tests ein faszinierendes Zeitdokument der 1960er Jahre und ihrer Protagonisten in New York City.

## Persönlichkeiten, die von Warhol „gescreent“ wurden
- John Ashbery, Dichter
- Marisa Berenson, Schauspielerin
- Ted Berrigan, Dichter
- Susan Bottomly (International Velvet), Schauspielerin
- Salvador Dalí, Künstler
- Donovan, Sänger
- Bob Dylan, Musiker
- Marcel Duchamp, Künstler
- Cass Elliot, Sängerin
- Danny Fields, Autor, Manager
- Charles Henri Ford, Dichter
- Allen Ginsberg, Dichter
- Piero Heliczer, Dichter
- Baby Jane Holzer, Schauspielerin
- Dennis Hopper, Schauspieler
- Peter Hujar, Fotograf
- Ingrid Superstar, Schauspielerin
- Sally Kirkland, Schauspielerin
- Naomi Levine, Schauspielerin
- Willard Maas, Professor
- Gerard Malanga, Warhol-Assistent
- Jonas Mekas, Filmemacher
- Marie Menken, Künstlerin
- Allen Midgette, Schauspieler
- Mario Montez, Schauspieler
- Billy Name, Fotograf
- Ivy Nicholson, Tänzerin
- Nico, Sängerin
- Peter Orlovsky, Dichter
- Lou Reed, Musiker
- James Rosenquist, Maler
- Barbara Rubin, Filmemacherin
- Ed Sanders, Musiker
- Francesco Scavullo, Fotograf
- Edie Sedgwick, Schauspielerin
- Susan Sontag, Autorin[1]
- Ronald Tavel, Drehbuchautor
- Paul Thek, Maler und Objektkünstler
- Mary Woronov, Schauspielerin